# Долината на вълците
„Долината на вълците“ (на турски: Kurtlar Vadisi) е турски сериал от 2003 до 2005 г., проследяващ живота на дипломат, който приема самоличността на Полат Алемдар и се опитва да проникне в турската мафия.

## Излъчване
| Сезон | Епизоди | Начало на сезона  | Край на сезона   | № епизоди | ТВ сезон    | ТВ Канал |
| ----- | ------- | ----------------- | ---------------- | --------- | ----------- | -------- |
| 1     | 20      | 15 януари 2003    | 18 юни 2003      | 1 – 20    | 2003        | Show TV  |
| 2     | 35      | 25 септември 2003 | 24 юни 2004      | 21 – 55   | 2003 – 2004 | Show TV  |
| 3     | 31      | 23 септември 2004 | 9 юни 2005       | 56 – 86   | 2004 – 2005 | Show TV  |
| 4     | 11      | 6 октомври 2005   | 29 декември 2005 | 87 – 97   | 2005        | Kanal D  |

## Сюжет
Дипломатът Али Джандан се намира в Косово ръководи операции там от името на Аслан Акбей-негов наставник. След това той се завръща в Истанбул. През това време Сюлейман Чакър – дребен бос на мафия елиминара 3 биснесмени по заповед на Съвета на Вълците (Турската мафия водена от Мехмет Караханлъ), за да получи казино.
След завръщането на Али Джандан в Истанбул Аслан му предлага изключително секретна мисия в която той трябва да „умре“. Направена му е пластична операция и той става нов човек – Полат Алемдар. Сега той трябва да забрави семейството, приятелите си и любимата си Елиф. Аслан му обяснява всичко за Съвета на Вълците. Сега Полат и Аслан имат мисия да поставят прът в колелото на съвета. Аслан му казва да се внедри при Сюлейман Чакър. Аслан настанява Полат при вуйчо Дуран – стар разбойник и неговия кръстник Сейфо. Вуйчо Доран има враг – Шевко. Шевко е голям истанбулски рекетьор и има казина в Истанбул. Шевко иска да вземе къщите в квартала на семейството на Полат. Заради това вуйчо Доран и Шевко са врагове. След това вуйчо Доран разбира самоличността на Полат и Доран да на Аслан да го убие. Постепенно Полат и Чакър става повече от братя-Полат спасява живота на Чакър от Шевко, Шевко и Чакър също са врагове заради казино. Чакър и Полат стават неразделни. Съвета на вълците решава да даде казиното на Чакър. Сега Чакър и Полат имат казино – като половината на Чакър, другата на Полат.
При отварянето на казиното на Чакър идват много мафиотски босове – Лаз Зия (контрабандист на оръжие, Чакър е женен за голямата му дъщеря – Несрин), Неджми Триона (Трафикант на екстази), Мехмет Хазарта (собственик на казина в цял Истанбул), Острието (дясната ръка на Мехмет Караханлъ, Тунджай Кантърджъ (Митнически служител, който прекарва стоките на съвета) и самия Шевко. В казиното малката дъщеря на Зия – Мерал го прострелва в ръката и това уронва престижа на казиното на Чакър. В същото време Мехмет Хазарта и Шевко ще продават картечници на кюрдите, в схема влизат Тунджай и Недим Ипкчи (голям лихвар) – на тях Мехмет Хазарта и Шевко не казват, че те са начело, а казва, че Шевко е начело заедно с Лаз Зия. След това Аслан Акбей залавя стоката на Мехмет и Шевко и всички мафиоти се чудат от кой се прави доставката. И Лаз Зия поръчва на Чакър и Хазарта убийството на Шевко. Шевко се укрива в болница. Докато се качват по асансьора Полат и Чакър виждат Шевко как пада. След това слизат и всички мислят, че Полат и Чакър са убили Шевко. Зия дава на Чакър мисия да открие от чие име са се правили доставките, а само Шевко е знаел. Чакър и Полат отиват при Недим и той им казва, че доставките се правят от името на Естер Хирш или Ашъл Чолак – съпругата на Мехмет Хазарта. Така те казват на Зия и на един съвет той обвинява Хазарта и казва, че Чакър е разпитал Недим. Така Мехмет Хазарта и Чакър се превръщат във врагове, а преди това са се разбирали много добре. Аслан споделя на Полат, че той е убил Шевко. Казиното на Чакър отново е станало много популярно. Вечерта в казиното на Чакър пристига Хазарта с предупреждение да си вземе казиното и да напусне Истанбул. Чакър отказва.
Същата вечер по заповед на Хазарта 6 негови хора стрелят и разбива цялото казино на Чакър. В престрелката са убити 32 души, простреляни са Чакър, Полат, Мемати (дясната ръка на Чакър и Полат) Елиф и Дерия (сестрата на Чакър). Дерия умира и Чакър се заклева да отмъсти на Хазарта. Но е вкаран в затвора заради незаконно казино и убийството на тримата биснесмени. През това време Чакър кани Съвета да дойдат при него. Съвета дават задача на Хазарта да убие Чакър в затвора. Но човека на Хазарта бива убит от Чакър. Полат, Чакър и Мемати се залавят да убият прокурора на делото, но човек на Хазарта застрелва прокурора. Полат е с изкарани оръжие и всички преследват и цялата държава преследва Полат и Мемати, но те се спасяват. Докато се прикрива Полат среща скитник-Абдулхей. След това освобождават Чакър от затвора и той планира да отмъсти на Хазарта. Но Хазарта очаква. Чакър, Полат, Сейфо и Мемати влизат в къщата изтребват почти всички хора на Хазарта, но той им устройва капан с поставена бомба. Полат успява да деактивира бомбата, но в последния момент когато разбиват бомбата се взривява и Хазарта си мисли, че са умрели и се измъква, после разбира, че не са мъртви. През това идва племенника на Сейфо – Ерхан, Ерхан и Абдулхей се присъединяват към тях. Неджми Триона, Хусрев Ага (Наркотрафикант), Лаз Зия, Тунджай Кантарджъ, Недим Ипикчи и Самуел Вануну започват план за пренос на хероин. Мехмет Караханлъ извикват Чъкър да целуне ръка на Хазарта и да спрат войната. Караханлъ го прови заради Истер Хирш (жената на Хазарта) и ѝ казва, че заради нея спира войната и Хазарта трябва да напуси така, Халит от Чейрак паша и Чакър стават врагове. Острието казва на Чакър от къде ще тръгне Хазарта. Чакър пленява Хазарта и го убива в казиното си. След смъртта на Хазарта, Съвета прави Чакър агент за Истанбул (в началото на сериала Шевко също беше агент за Истанбул). И така Чакър и Полат си създават нови врагове – двама братя от Чейрак паша.
При събрание между босовете на Истанбул, Полат убива малкия брат, Чакър праща трупа на брат му и така, Халит от Чейрак паша и Чакър стават врагове. Чакър също така пленява и убива племенника на Халит. Халит прави същия план за убийството на Несрин и децата им, но не ги убива. Неджми Триона (трафикант на екстази и хапчета) е на страната на Халит и двамата устройват капан на Чакър и Халит убива Чакър. След като Чакър умира, Полат убива 5 боса на мафията и Халит. След това отива при Неджми Триона и играят турска рулетка и стават врагове. Съветът решава Полат да бъде убит, но Зия го спасява като казва, че Полат се е сгодил за малката му дъщеря – Мерал, която има връзка с Триона.

## Актьорски състав
- Неджати Шашмаз – Полат Алемдар
- Йозгю Намал – Елиф Ейлюл
- Селчук Йонтем – Аслан Акбей
- Октай Кайнарджа – Сюлейман Чакър
- Серай Север – Дерия Чакър
- Нихат Никерел – Сейфо
- Гюркан Уйгун – Мемати
- Кенан Чобан – Абдюлхей
- Ерхан Уфак – Гюлю Ерхан
- Бегюм Кютюк Яшаролу – Сафийе Караханлъ
- Ердем Ергюней – Дели Хикмет
- Емин Олджай – Йомер Джандан
- Инджи Мелис Парс (турска актриса) / Серпил Тамур – Назифе Джандан
- Ханде Казанова – Джанан Чаван
- Ипек Тенолджай – Несрин Чакър
- Мюге Улусой – Мерал Йълмаз
- Сефа Зенгин – Ердал Кьомюрджю
- Мухамед Джангьорен – Абузер Кьомюрджю
- Тургай Танюлкю – Шахин Ага
- Синем Байер – Естер Хирсч
- Вилдан Атасевер – Назль Бекироглу
- Деврим Парсджан – Орхан Карадениз
- Яшар Каракулак – Яхйа Реис
- Абидин Йеребакан – Абидин Сефероглу
- Недим Доган – Шехумз
- Керем Фъртъна – Ерен Ейлюл
- Хаят Олджай – Айше Ейлюл
- Алтан Акъшък – Догу Ешрефоглу
- Дженгиз Данер – Есад
- Али Ипин – Кирве
- Юксел Аръджъ – Пала
- Тайфун Сав – Митхат
- Тацяна Цвикевич – Нина
- Гювен Хокна – Нергиз Караханлъ
- Зафер Ергин – Мехмет Караханлъ
- Атила Олгач – Кълъч
- Истеми Бетил – Лаз Зия
- Аднан Бириджик – Низаметин Гювенч
- Тарък Юнлюоглу – Неджми Триона
- Байкал Саран – Хюсреф Ага/Хюсреф Бекироглу
- Халдун Бойсан – Мехмет Хазарта/Мехмет Чолак
- Нишан Ширинян – Самуел Вануну
- Сьонмез Атасой – Халил Ибрахим Капар
- Осман Дьобер – Тунджай Кантарджъ
- Исмаил Инджекара – Недим Шивача

## В България
В България сериалът започва излъчване на 12 септември 2011 г. по bTV и завършва на 27 април 2012 г. Повторенията са по bTV Lady. Ролите се озвучават от Ани Василева, Таня Димитрова, Любомир Младенов, Александър Воронов и Димитър Иванчев.